# Загребський автовокзал
Загребський автовокзал (хорв. Autobusni kolodvor Zagreb) — одне з 14 дочірніх підприємств Загребського холдингу. Пропонує понад 2200 напрямків по всій Європі та найбільший вибір автобусних квитків для всіх перевізників. Надає змогу придбати квитки в один та обидва кінці цілорічно 24 години на добу у 15 точках продажу в самій будівлі та через Інтернет.

## Діяльність Загребського автовокзалу
Основна діяльність автовокзалу Загреба полягає у прийомі автобусів, багажу та товарів, продажу квитків, бронюванні місць в автобусах, довідкових послугах та послугах паркування легкових автомобілів. За розмірами та обладнанням Загребський автовокзал є найбільшим і найсучаснішим об'єктом такого роду в цій частині Європи. З його 44 платформ автобуси сполучають Загреб з іншими частинами Хорватії, як і з більшістю інших головних європейських міст.
Співпрацює з Товариством сліпих і слабкозорих та активно допомагає сліпим і слабкозорим під час поїздок.
Загребське міське управління туризму, офіс якого відкрито у приміщенні автовокзалу, надає пасажирам всю іншу інформацію про цікаві події у місті Загреб.

## Історія
Загребський автовокзал розмістився поблизу центральної площі Загреба, поряд із найбільшою міською транспортною артерією з великою автостоянкою. Заснований 17 листопада 1961 в районі сучасної Лангової площі, а в теперішньому місці знаходиться від 4 липня 1962. Мало хто знає, що на місці сьогоднішнього автовокзалу під час Другої світової війни був військовий табір. Перший автовокзал було збудовано за рекордні 72 дні. Нинішнього вигляду вокзал набув у липні 1987 року, коли було зведено нову вокзальну будівлю з прилеглими терміналами, будівництво якої розпочалося 1986 року і завершилося на момент Універсіади. На автовокзалі повністю переобладнано та по-сучасному оснащено всі приміщення, де надаються основні та супутні послуги, що розкривають перед пасажирами та іншими споживачами численні можливості для відпочинку та задоволення потреб у напоях і закусках, здійснення покупок та розваг.
Як вокзал категорії А він на постійній основі входить до Загальноєвропейської асоціації автобусних станцій.
Із метою забезпечення безперешкодного доступу до послуг усіх категорій користувачів будівля автовокзалу повністю пристосована для людей з обмеженими можливостями пересування.

## Галерея

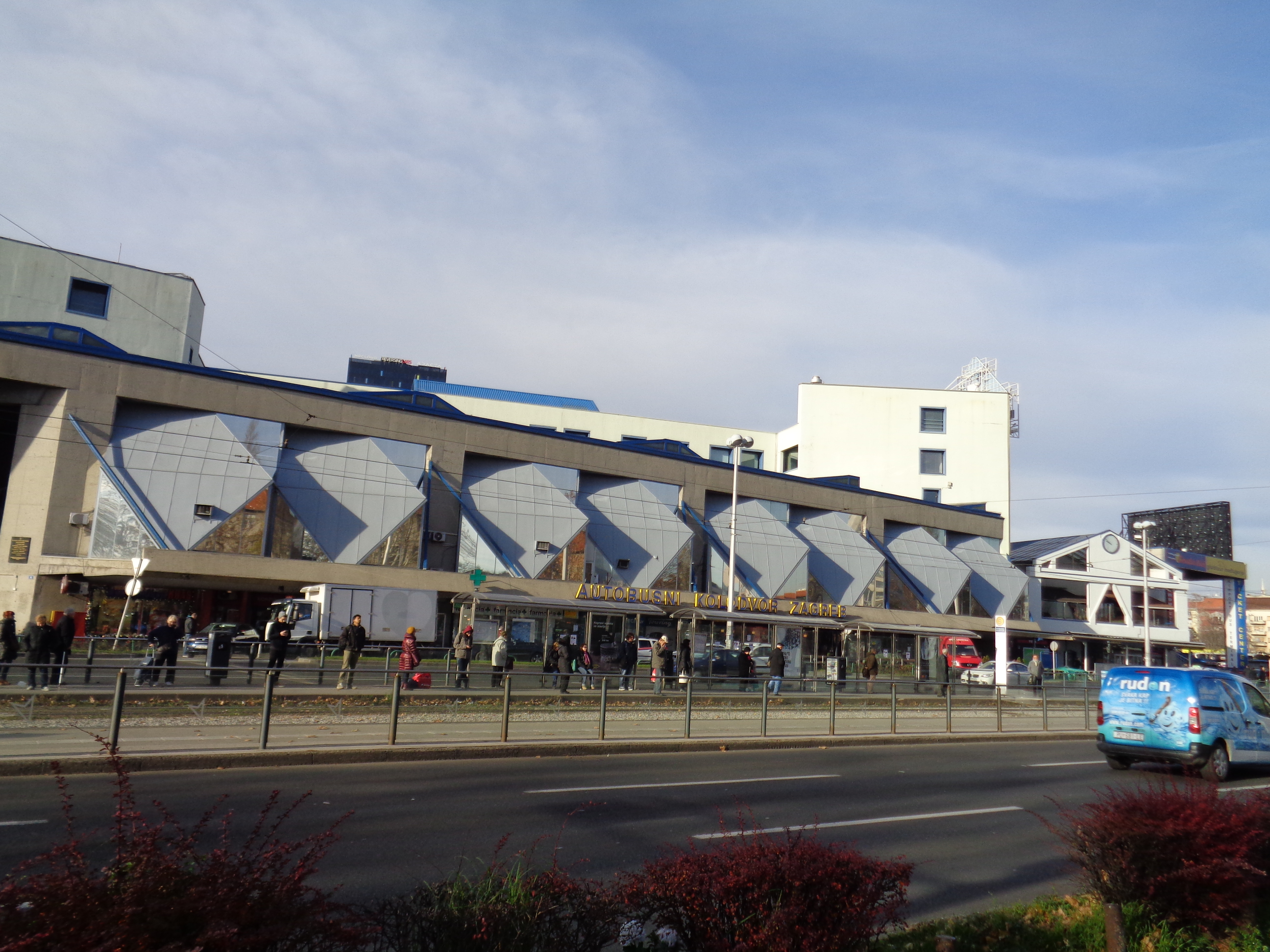
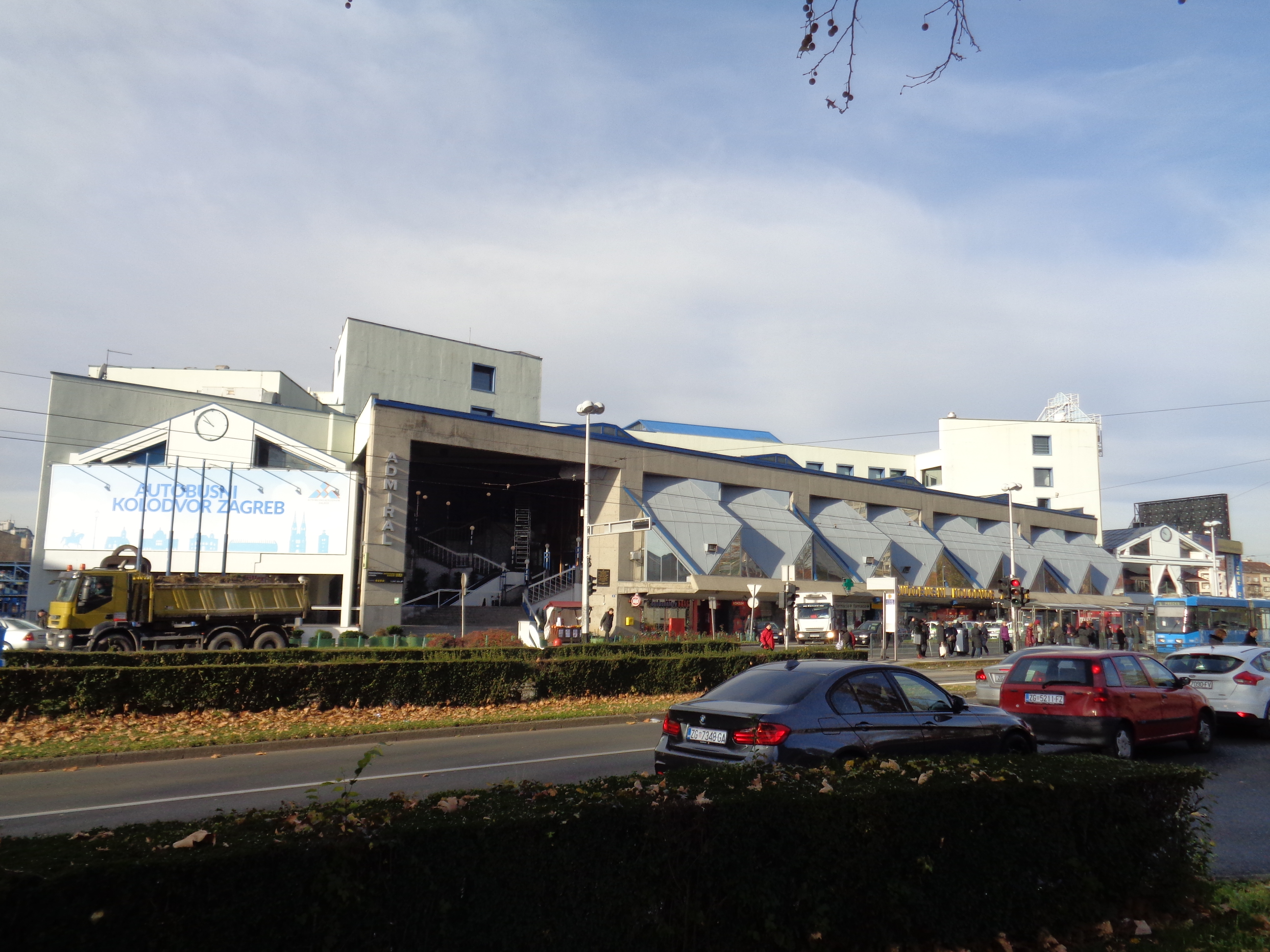
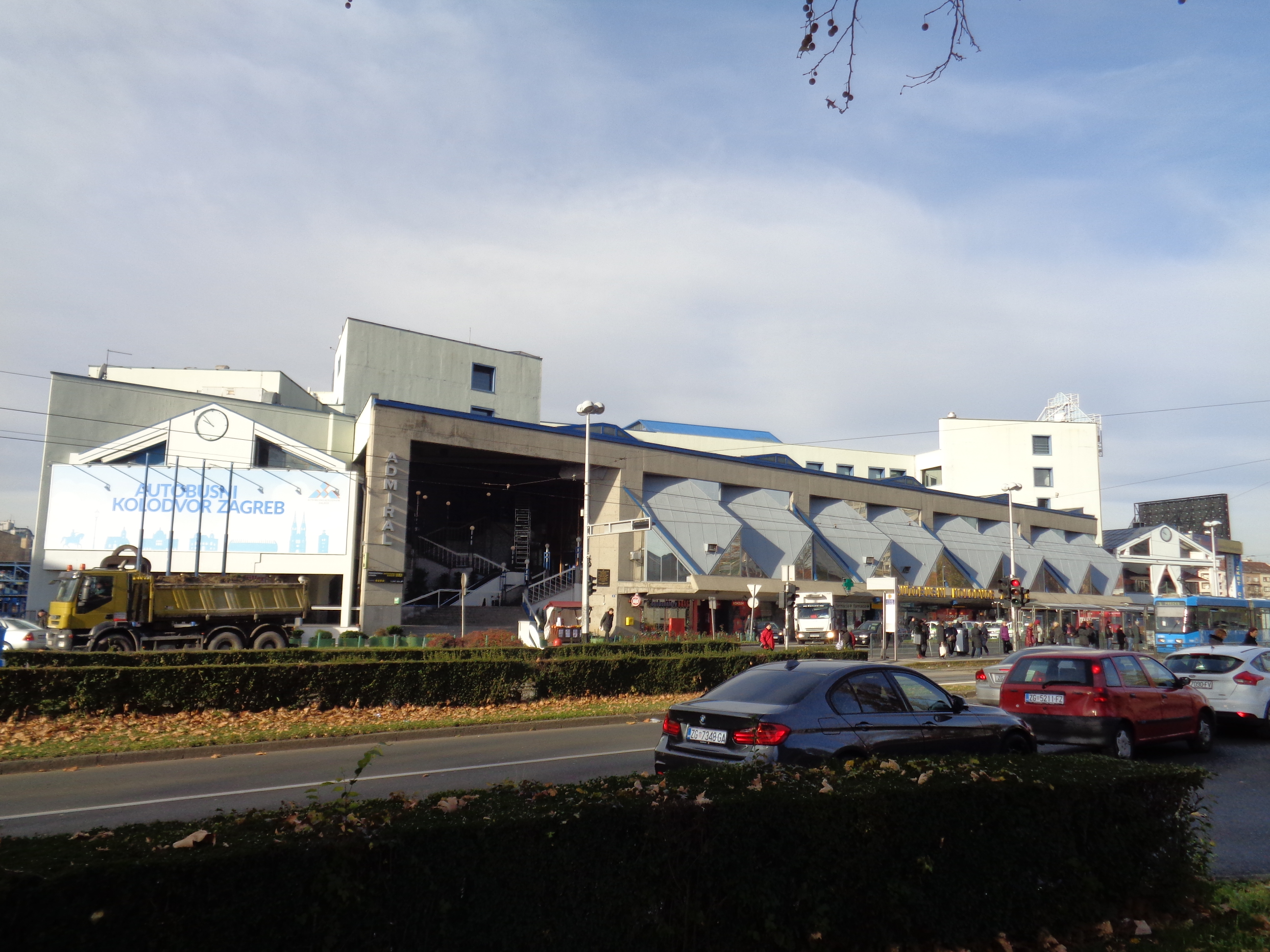
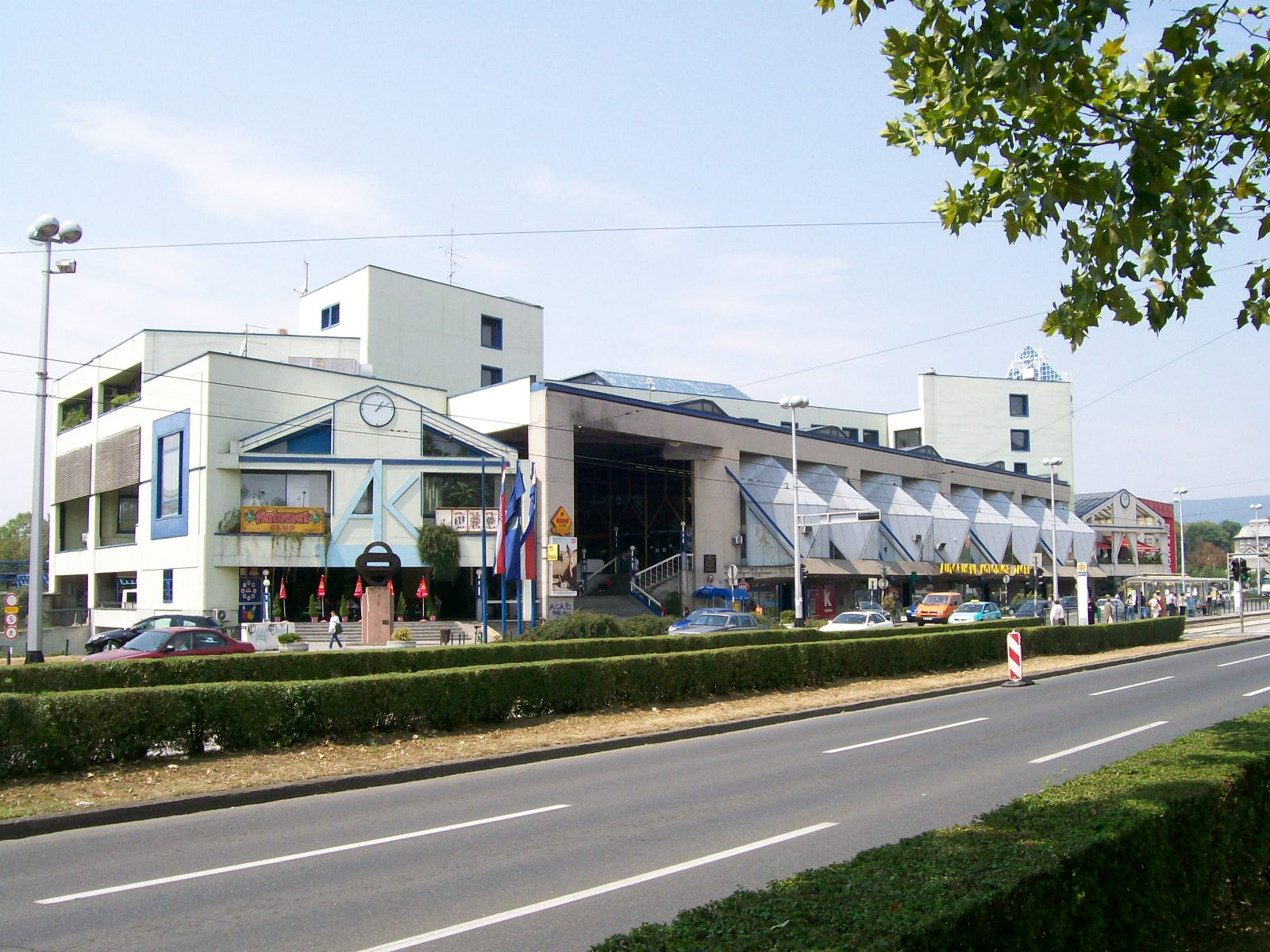